# وزارت دارایی (کویت)
وزارت دارایی (انگلیسی: Ministry of Finance) یکی از سازمان‌های دولتی کویت است که جزئی از کابینه این کشور محسوب می‌شود. وزیر فعلی این وزارتخانه نوره الفصام است.

## تاریخچه
در ۲ ژوئیه ۱۹۳۸، اداره مالی در کویت تأسیس شد. این اداره تا سال ۱۹۶۲ که تحت نام وزارت دارایی و اقتصاد سازماندهی مجدد شد، به سیاست‌های مالی کشور رسیدگی می‌کرد. این وزارتخانه در سال ۱۹۶۳ به وزارت دارایی و صنایع تغییر نام داد سپس در سال ۱۹۶۵ نام این نهاد به وزارت دارایی و نفت تغییر یافت و تا آوریل ۱۹۷۵ که وزارت نفت تأسیس شد، به سیاست‌های مالی و مرتبط با نفت رسیدگی می‌کرد. این وزارتخانه در سال ۱۹۷۵ با نام فعلی، وزارت دارایی، سازماندهی مجدد شد و به‌طور گسترده به خرید زمین و پروژه‌های جامع زیرساختی پرداخت.
در سال ۱۹۸۲، سازمان سرمایه‌گذاری عمومی تأسیس و سازمان سرمایه‌گذاری کویت در سال ۱۹۸۵ تأسیس شد و به وزارت دارایی الحاق شدند. این وزارتخانه به‌همراه بورس کویت، بانک مرکزی کویت و وزارت بازرگانی و صنعت بازار سهام این کشور را تنظیم و مدیریت میکنند.

## وزیران
- مشعل خضیر المشعان، ۱۹۳۸–۱۹۳۹[۹]
- عبدالله سالم الصباح، ۱۹۳۹–۱۹۴۰[۹]
- احمد جابر الصباح، ۱۹۴۰–۱۹۵۰[۹]
- جابر احمد الصباح، ۱۹۵۹–۱۹۶۵[۹]
- صباح احمد جابر الصباح، کفیل، ۱۹۶۵–۱۹۶۷[۹]
- عبدالرحمان العتیقی، ۱۹۶۷–۱۹۸۱[۹]
- عبداللطیف یوسف الحمد، ۱۹۸۱–۱۹۸۳[۹]
- علی الخلیفه العذبی الصباح، ۱۹۸۳–۱۹۸۵[۷][۹]
- جاسم الخرافی، ۱۹۸۵–ژوئن ۱۹۹۰[۷][۹]
- ناصر عبدالله الروضان، ۱۹۹۱–۱۹۹۸[۹]
- علی سالم العلی الصباح، ۱۹۹۸–۱۹۹۹[۹]
- احمد عبدالله الاحمد الصباح، ۱۹۹۹–۲۰۰۱[۹]
- یوسف حمد الابراهیم، ۲۰۰۱–۲۰۰۳[۹]
- محمد صباح السالم الصباح، کفیل، ژانویه ۲۰۰۳–ژوئن ۲۰۰۳[۹]
- محمود عبد الخالق النوری، ژوئیه ۲۰۰۳–۲۰۰۵[۹]
- بدر مشاری الحمیضی، ۲۰۰۵–۲۰۰۷[۹]
- مصطفی جاسم الشمالی، ۲۰۰۷–مه ۲۰۱۲[۱۰]
- نایف فلاح الحجرف، کفیل، مه ۲۰۱۲–اوت ۲۰۱۳[۹]
- سالم عبدالعزیز سعود الصباح، اوت ۲۰۱۳–ژانویه ۲۰۱۴[۱۱]
- أنس خالد الصالح، ژانویه ۲۰۱۴–دسامبر ۲۰۱۷[۱۲]
- نایف فلاح الحجرف، دسامبر ۲۰۱۷–دسامبر ۲۰۱۹[۹]
- مریم العقیل، دسامبر ۲۰۱۹–فوریه ۲۰۲۰[۹]
- براک الشیتان، فوریه ۲۰۲۰ - دسامبر ۲۰۲۰[۱۳]
- خلیفه مساعد حمادة، دسامبر ۲۰۲۰–دسامبر ۲۰۲۱[۱۴]
- عبدالوهاب الرشید، دسامبر ۲۰۲۱−مارس ۲۰۲۳[۱۵]
- مناف عبدالعزیز الهاجری، آوریل ۲۰۲۳–ژوئیه ۲۰۲۳[۱]
- فهد الجار الله، سپتامبر ۲۰۲۳–دسامبر ۲۰۲۳
- انور المضف، ژانویه ۲۰۲۴–اوت ۲۰۲۴
- نوره الفصام، اوت ۲۰۲۴-اکنون